# Ribadumia
Ribadumia ist eine galicische Gemeinde in der Provinz Pontevedra im Nordwesten Spaniens mit 5.212 Einwohnern (Stand: 2024). 

## Geografie
Die Nachbargemeinden sind Meis, Villanova de Arousa, Cambados und Meaño.

## Gemeindegliederung
Die Gemeinde Ribadumia ist in sechs Parroquias gegliedert:
| Parroquias | Patrozinium  | Einwohner 2024 | Fläche km² | Dichte Einw./km² | Höhe msnm | Ortskennzahl |
| ---------- | ------------ | -------------- | ---------- | ---------------- | --------- | ------------ |
| Barrantes  | Santo André  | 1.660          | 2,85       | 582              | 10        | 36046010000  |
| Besomaño   | Santa María  | 143            | 2,28       | 63               | 81        | 36046030000  |
| Leiro      | San Xoán     | 529            | 2,83       | 187              | 29        | 36046040000  |
| Lois       | San Fins     | 431            | 3,33       | 129              | 42        | 36046050000  |
| Ribadumia  | Santa Baia   | 1.749          | 4,97       | 352              | 21        | 36046060000  |
| Sisán      | San Clemenzo | 677            | 3,37       | 201              | 13        | 36046070000  |

## Wirtschaft
| Ackerbau, Viehzucht und Fischerei                                                  | 0199  | 08,77  |
| Industrie                                                                          | 0417  | 018,38 |
| Bauwirtschaft                                                                      | 0202  | 08,90  |
| Dienstleistungsbetriebe                                                            | 1.451 | 063,95 |
| Total                                                                              | 2.269 | 100,00 |
| * Daten aus dem Statistischen Amt für Wirtschaftliche Entwicklung in Galicien, IGE |       |        |